# William Elford Leach
William Elford Leach (2 de febrero de 1790 – 26 de agosto de 1836) fue un zoólogo y biólogo marino inglés, miembro de la Royal Society (FRS).
Leach nació en Hoe Gate, Plymouth, hijo de un abogado. A la edad de doce años fue a la escuela en Exeter, para estudiar anatomía y química. Tomaba muestras marinas colectivas en Plymouth Sound y a lo largo de la costa de Devon. A los diecisiete años inició los estudios de medicina en el Hospital St. Bartholomew en Londres, terminando su calificación en la Universidad de Edimburgo y en la Universidad de St Andrews.
En 1813 Leach regresó a sus intereses zoológicos y fue empleado como bibliotecario auxiliar en la Sección Zoológica en el Museo Británico. Se puso a ordenar las colecciones, muchas de los cuales habían sido abandonadas desde que dejó el Museo Hans Sloane. Durante este tiempo fue conservador auxiliar de la sección de historia natural y se convirtió en un experto en los crustáceos y moluscos. También trabajó en insectos, mamíferos y aves. En 1816, colaboró con Sir David Brewster para publicar un libro de entomología.
La nomenclatura de Leach era un tanto excéntrica. Nombró veintisiete especies basadas en el nombre de su amigo John Cranch (quien las había coleccionado en África antes de morir en el navío de la Armada Británica HMS Congo). En 1818 nombró nueve géneros basados en Caroline o anagramas de ese nombre, posiblemente en alusión al nombre de su amante.
En 1821 sufrió una depresión nerviosa debido al exceso de trabajo y dimitió del museo en marzo de 1822. Su hermana mayor lo llevó a Europa continental a convalecer, y viajaron a través de Francia, Italia y Grecia.[cita requerida]
Murió de cólera en el Palazzo San Sebastiano, cerca de Tortona, al norte de Génova.[cita requerida]

## Honores

### Eponimia
El petrel de Leach (Oceanodroma leucorhoa), fue denominado así en su honor, tras su muerte, por Coenraad Jacob Temminck en 1820, no siendo consciente de que había sido descrito previamente por Louis Pierre Vieillot. Un espécimen de este pájaro había sido comprado por Leach en nombre del Museo Británico por £5,15 en la venta de la colección de William Bullock en 1819. En la misma venta compró también un gran Auk (Pinguinus impennis) y un huevo por solo £16.
El kookaburra ala azul (Dacelo leachii) también se nombró en su honor.

## Abreviatura (zoología)
La abreviatura Leach  se emplea para indicar a William Elford Leach como autoridad en la descripción y taxonomía en zoología.